# Soda Springs (Kalifornija)
Soda Springs je naseljeno područje za statističke svrhe u američkoj saveznoj državi Kalifornija. Prema popisu stanovništva iz 2010. u njemu je živjelo 81 stanovnika.